# آبنر
آبنر (انگلیسی: Abner؛ زادهٔ ۳۰ مهٔ ۱۹۹۶) یک بازیکن فوتبال اهل برزیل است که در پست دفاع چپ برای رئال مادرید کاستیا در سگوندا دیویژن بی بازی می‌کند.